# Inger Dam-Jensen
Inger Dam-Jensen (ur. 13 marca 1964 we Fredriksbergu) – duńska operowa sopranistka. 
W 1993 roku zwyciężyła konkurs BBC Cardiff Singer of the World. Przez ostatnie 20 lat pojawiała się regularnie w głównych rolach w Królewskim Teatrze Duńskim. Występowała także gościnnie w Opéra Bastille w Paryżu oraz Covent Garden Theatre oraz w innych operach. W roku 2005 wykreowała rolę Kleopatry w haendlowskiej operze Juliusz Cezar.